# لويدز لندن
لويدز لندن (بالإنجليزية: Lloyd's of London)‏ والمعروفة عموما بلويدز، هو سوق لتأمين يقع في الحي المالي الرئيسي في لندن. خلافا لمعظم منافسيها في هذه الصناعة، وهي ليست شركة بل هيئة اعتبارية يحكمها قانون لويدز من 1871م وقوانين البرلمان. لويدز بمثابة السوق mutualised جزئيا من خلاله الممولين متعددة معا لتجميع وتوزيع المخاطر. هذه المكتتبين أو «أعضاء» هي الشركات والأفراد على حد سواء (وهذا الأخير المعروف تقليديا لويدز «أسماء»).